# Polyalthia brunneifolia
Polyalthia brunneifolia är en kirimojaväxtart som beskrevs av James Sinclair.
Polyalthia brunneifolia ingår i släktet Polyalthia och familjen kirimojaväxter. Inga underarter finns listade i Catalogue of Life.